# Jacques de Clèves
Jacques de Clèves (né le 1er octobre 1544-1564) était un duc de Nevers et pair de France.
Il était le fils de François Ier de Clèves et de son épouse Marguerite de Bourbon, sœur ainée d'Antoine de Bourbon.
Il est marié en 1558 à Diane de La Marck (1544-1612), fille de Robert IV de La Marck et petite fille de Diane de Poitiers.
En 1562, il hérite inopinément du duché de Nevers à la suite de la mort tragique de son frère François, tué à la bataille de Dreux. Il devait lui-même mourir deux ans plus tard.